# Cyberlore Studios
Cyberlore Studios, Inc. war ein US-amerikanisches Entwicklungsstudio für Computerspiele in Northampton (Massachusetts).

## Unternehmensgeschichte
Das Studio wurde 1992 von Lester Humphreys, Ken Grey und Herb Perez gegründet, die zuvor Schlüsselrollen bei der Entwicklung des SSI-Titels The Dark Queen of Krynn innehatten. Der erste selbst entwickelte Titel war das im Auftrag von SSI auf der Rollenspiel-Lizenz Dungeons & Dragons basierende Al-Qadim: The Genie’s Curse. In Folge entwickelte das Unternehmen als Auftragsarbeiten mehrere Erweiterungen zu den Spielen anderer Entwickler, darunter Warcraft 2: Beyond the Dark Portal, Heroes of Might and Magic II: The Price of Loyalty und mehrere Add-ons zu Mechwarrior 4. 2000 erschien mit Majesty: The Fantasy Kingdom Sim der einzige originäre, in Eigenentwicklung entstandene Titel des Unternehmens, der im darauffolgenden Jahr eine Erweiterung erhielt. 2003 veröffentlichte das Unternehmen über Atari eine Umsetzung des Brettspiels Risiko und 2004 das Simulationsspiel Playboy: The Mansion, das auf dem Leben des Playboy-Gründers Hugh Hefner basierte. Nachdem Cyberlores Publishingpartner Hip Games 2005 den Geschäftsbetrieb einstellte, gab auch Cyberlore die Entwicklung von Computerspielen auf. Ein Großteil der Belegschaft wurde entlassen und der Fokus auf den 2004 gegründeten Geschäftsbereich für Serious Games und Trainingssoftware für Unternehmen verlegt. Nach der Umstellung wurde das Unternehmen unter dem Namen Minerva Software fortgeführt.

## Spiele
- Al-Qadim: The Genie’s Curse (1994, DOS)
- Entomorph: Plague of the Darkfall (1995, Windows, Mac OS)
- Warcraft 2: Beyond the Dark Portal (1996, Windows)
- Heroes of Might and Magic II: The Price of Loyalty (1997, Acorn Archimedes, Windows)
- Deadlock 2: Krieg der Altäre (1998, Windows)
- Majesty: The Fantasy Kingdom Sim (2000, Windows, Linux, Mac OS)
- Majesty: The Northern Expansion (2001, Windows, Linux)
- MechWarrior 4: Black Knight (2001, Windows)
- MechWarrior 4: Mercenaries (2002, Windows)
- Risiko: Die Weltherrschaft (2004, PlayStation 2)
- Playboy: The Mansion (2004, Windows, PS2, Xbox)

Daneben trug Cyberlore unterstützend zu den Spielen anderer Entwicklerstudios bei:
- Pool of Radiance: Ruins of Myth Drannor (2001, Windows)
- Star Trek: Away Team (2001, Windows)